# Shigetatsu Matsunaga
Pour les articles homonymes, voir Matsunaga.
Shigetatsu Matsunaga (松永 成立, Matsunaga Shigetatsu) est un footballeur japonais né le 12 août 1962 à Hamamatsu, dans la préfecture de Shizuoka, au Japon.